# 稲垣秀人
稲垣 秀人（いながき ひでと、1977年12月10日 - ）は、NHKのアナウンサー。

## 人物
東京都で生まれ、埼玉県川口市で育ち、その後は再び東京都で育つ。東京都立町田高等学校、早稲田大学政治経済学部卒業。

## 嗜好・挿話
- 趣味、特技：（最近は）子供と遊ぶこと、走る馬の鑑賞[3]。（以前は）スポーツ観戦、競馬予想、パン屋めぐり、お笑い観賞[1]。
- リフレッシュ術：甘いものを食べる、目覚まし時計をかけずに寝る[1]。
- 好きな食べ物：パン全般（スイーツ系、惣菜系）、カレー[1]。
- 2010年6月、フリーアナウンサーの陣内智衣と結婚。子供も授かった[3]。大津放送局で勤務していたころ、休日には家族と滋賀県内各地に出かけていたという[3]。

## 担当職務
2002年、NHKに入局。研修を経て、京都放送局に配属。
新潟放送局では、『新潟ニュース610』のスポーツコーナー、『ゆうどきネットワーク新潟』のニュース読みなどを担当。
名古屋放送局では、『おはよう東海』などを担当。
東京アナウンス室では、2016年4月より『サイエンスZERO』のナレーションを担当。
大津放送局では、2018年7月より『おうみ845』のキャスターを担当。また『おうみ発630』のメインキャスターを担当。
2023年4月付で東京・渋谷の協会本部・メディア総局ラジオセンターに異動。ラジオ第一(R1)の新たな朝ワイド番組『ふんわり』のパートナーを、月曜・水曜・金曜の週3日務めている。尚、ラジオセンターの局員は原則としてテレビ出演は行わないが、異動前よりテレビの競馬中継を担当している為、例外として引き続き競馬中継に出演している（第28回NHKマイルカップ番組司会等）ほか週末のJリーグ中継なども担当。
新潟放送局に所属していた2009年夏の全国高校野球大会では、全国中継で初めて高校野球の実況を担当。ラジオセンターに移動後の2024年夏の全国高校野球大会ではラジオ1試合、テレビ1試合の実況を担当。
競馬では、2020年には10月に第81回菊花賞、12月に第65回有馬記念の実況なども担当。翌2021年、キャリア19年目で初めて日本ダービーの実況席に座った。
サッカーでは、大津放送局に所属していた2022年12月の2022 FIFAワールドカップでは、東京へ出張し、ラジオでの試合実況、テレビでのスタジオ進行などを務めた。

### 京都放送局時代
- 京都ニュース845
- ニュース610 京いちにち（鹿沼健介のキャスター代行）

### 新潟放送局時代
- 新潟県のニュース・中継・リポート
- 新潟ニュース610（スポーツコーナー・不定期）
- ゆうどきネットワーク新潟（山田大樹と1週交代で担当）
- 新潟ニュースファイル（中尾晃一郎のキャスター代行）
- 世界の競馬（BS1）[いつ?]

### 名古屋放送局時代
- 東海北陸のニュース・中継・リポート
- おはよう東海
- NHKニュースおはよう日本スポーツキャスター代行（2015年1月24日 - 27日・2月21日・22日）

### 東京アナウンス室時代
- サイエンスZERO（Eテレ）ナレーション（2016年4月24日 - ・542回から）
  - NHK番組表とNHKオンデマンドでは、ナレーション担当が何故か声優の「土田大」と誤って表記され、稲垣の名前が無い。

### 大津放送局時代
- おうみ発630（キャスター）
  - おうみ845（2018年7月 - 2023年3月）
- スポーツ中継
  - FIFAワールドカップ2022
    - グループA「カタール」対「セネガル」（2022年11月25日 - 2022年11月26日） - スタジオ進行
    - グループE「日本」対「コスタリカ」（2022年11月27日、FM） - ラジオ実況
    - グループH「韓国」対「ガーナ」（2022年11月28日） - スタジオ進行

### ラジオセンター（2023年度 - ）
- ふんわり（ラジオ第1：2023年4月 - ） - 月曜・水曜・金曜のパートナー
- Jリーグ中継
  - 2023年J1第25節 川崎フロンターレ 対 北海道コンサドーレ札幌（2023年8月26日・等々力陸上競技場、BS1)  - 実況
  - 2024年J1第31節 FC町田ゼルビア 対 北海道コンサドーレ札幌（2024年9月21日・町田市立陸上競技場、NHKBS)  - 実況
- 高校野球中継
  - 第106回大会 - 佐賀県立有田工×滋賀学園（2024年8月7日） - 実況 (ラジオ第1）
  - 第106回大会 - 聖カタリナ(愛媛)×岡山学芸館 （2024年8月10日） - 実況 (Eテレ) 
  - 第107回大会 - 仙台育英(宮城)×沖縄尚学（2025年8月17日） - 実況 (ラジオ第1）

### 競馬GI実況歴
- 高松宮記念
  - 第47回（2017年）
- 皐月賞
  - 第78回（2018年）
- 天皇賞（春）
  - 第165回（2022年）
- NHKマイルカップ
  - 第22回（2017年）
  - 第24回（2019年）
- 東京優駿（日本ダービー）
  - 第88回（2021年）
  - 第90回（2023年）
- 菊花賞
  - 第79回（2018年）
  - 第81回（2020年）
  - 第83回（2022年）
- チャンピオンズカップ
  - 第24回（2023年）
- 有馬記念
  - 第65回（2020年）